# Ana Štěrba-Böhm
Ana Štěrba-Böhm (z domu Jenko; ur. 9 czerwca 1885, zm. 22 lipca 1936) – słoweńska chemik znana z tego, że jako pierwsza Słowenka uzyskała doktorat z chemii.

## Wczesne życie i edukacja
Urodziła się jako Ana Jenko w Lublanie, będącej wówczas częścią Austro-Węgry, w wykształconej rodzinie. Jej ojciec, Ludvikiem Jenko, był lekarzem, a matką Terezija Jenko (z domu Lenče), zdobyła wykształcenie w  Zakonie Sióstr Urszulanek w Ljublanie i Bawarii oraz w Moskwie. Pomagała swojemu mężowi w praktyce lekarskiej, a para aktywnie uczestniczyła w słoweńskim życiu kulturalnym jako promotorzy panslawizmu. 
Wczesna edukacja Anny nie jest pewna, prawdopodobnie uczęszczała do pierwszego gimnazjum w Lublanie jako prywatna uczennica, co było jedynym sposobem na bezpośrednią rejestrację na uczelni, ponieważ dziewczęta w tamtym czasie nie były dopuszczane jako regularne uczennice gimnazjów. Po ukończeniu szkoły zapisała się na studia filozoficzne na Wydziale Filozoficznym Uniwersytetu Karola-Ferdynanda w Pradze w 1906 roku, gdzie w formularzu zgłoszeniowym podała, że wcześniej uczęszczała również na wyższe kursy dla kobiet na Uniwersytecie Petersburskim.
Wśród jej nauczycieli byli Bohuslav Brauner (chemia teoretyczna i fizyczna), Bohumil Kužma (chemia nieorganiczna) i jej przyszły mąż Jan Stanislav Štěrba-Böhm (historia chemii). Uczęszczała również na zajęcia z mineralogii, fizyki eksperymentalnej, matematyki, historii filozofii, języka czeskiego i niemieckiego.
22 lipca 1911 roku uzyskała doktorat z Wydziału Filozoficznego Uniwersytetu Karola-Ferdynanda w Pradze po przeprowadzeniu głównych z chemii i fizyki oraz mniejszych z filozofii, z pracą doktorską Studie o stanovení a dělení kyselin: jantarové, jablečné a vinné. Informacje o tym wydarzeniu pojawiły się w kilku współczesnych słoweńskich gazetach, co przyniosło jej miano pierwszej słowenki, która uzyskała doktorat z nauk ścisłych.

## Późniejsze życie
W roku następnym, 4 grudnia 1912 roku, Ana Jenko wyszła za mąż za swojego profesora Jana Stanislava Štěrba-Böhma i przyjęła oba jego nazwiska. Jan Stanislav, który wcześniej ukończył studia na Sorbonie w Paryżu pod kierunkiem Henriego Moissana, Pierre'a Curie i Marie Curie na początku XX wieku, zorganizował dla Any szkolenie w laboratorium Marie Curie. Jednakże Ana Štěrba-Böhm nie prowadziła samodzielnych badań naukowych po ślubie, ale wspierała badania męża nad właściwościami skandu. Nie została wpisana jako współautorka artykułu, który opublikował w 1914 roku w czasopiśmie Zeitschrift für Electrochemie und Angewandte Physikalische Chemie, co było powszechną praktyką w tamtym czasie, ale jej wkład naukowy jest potwierdzony w sekcji podziękowań.
W 1914 roku urodził się ich syn Jan Peter. Jan Peter Štěrba-Böhm również został chemikiem i, podobnie jak jego matka, współpracował z ojcem nad badaniami chemicznymi. Otrzymał doktorat z chemii w 1937 roku. Ana Štěrba-Böhm zmarła na raka 22 lipca 1936 roku w Pradze i została pochowana na cmentarzu Vinohradskim. Jej mąż zmarł w 1938 roku.